# Antoine Vessaz
Ph.-Antoine Vessaz (Lucens, 20 juni 1833 - Konstanz, 25 oktober 1911) was een Zwitsers bestuurder en politicus voor de linkse radicalen uit het kanton Vaud. Hij was zowel voorzitter van de Kantonsraad als voorzitter van de Nationale Raad.

## Biografie

### Prefect
Antoine Vessaz was een zoon van Louis Joseph Vessaz, een notaris en tevens lid van de behaalde Grote Raad van Vaud. Vanaf 1865 ging Antoine Vessaz aan de slag als substituut-prefect van het district Lausanne, waarvan hij later, van 1868 tot 1873, prefect zou zijn.

### Kantonnale politiek
Nadien zou hij, net zoals zijn vader vroeger, zetelen in de Grote Raad van Vaud, van 1874 tot 1878. In 1878 werd hij belastingontvanger in zijn district, wat hij zou blijven tot 1892. In de periode 1884-1885 was hij lid van de constituante in zijn kanton.

### Federale politiek
Van 7 juni 1875 tot 1 december 1878 was Vessaz lid van de Kantonsraad. Van 3 juni 1878 tot het einde van zijn mandaat in de Kantonsraad later dat jaar was hij voorzitter van de Kantonsraad. Hij verliet de kantonsraad toen hij bij de parlementsverkiezingen van 1878 werd verkozen in de Nationale Raad, met herverkiezing in 1881. Hij zetelde in de Nationale Raad tussen 2 december 1878 en 1 mei 1883 en was van 2 juni tot 4 december 1881 voorzitter van de Nationale Raad. Daardoor was Vessaz in zijn leven voorzitter van beide kamers van de Zwitserse Bondsvergadering.

### Bestuurder
Hij was tevens meermaals lid van de raad van bestuur van de Union vaudoise de crédit, met name tussen 1870 en 1872, tussen 1876 en 1877 en in 1879. Ook was hij lid van de controlecommissie van de Caisse hypothécaire cantonale  tussen 1878 en 1891. Van 1871 tot 1891 was hij twintig jaar lang directeur bij de Kantonnale Bank van Vaud. Bovendien was hij actief in de opkomende sector van de Zwitserse spoorwegen. Zo was hij tussen 1873 en 1875 een van de directeurs van de Compagnie de chemin de fer Suisse-Occidentale. Later, van 1886 tot 1889, was hij bestuurder van de Compagnie de la Suisse occidentale et du Simplon, waarin de Compagnie de chemin de fer Suisse-Occidentale ondertussen was opgegaan en die later in 1889 op zijn beurt zou opgaan in de Jura-Simplon-Bahn. Vessaz gold als een vertrouweling van Bondsraadslid Louis Ruchonnet. Samen zetten ze zich in voor de bouw van de Simplontunnel, een spoortunnel door de Alpen.
In de nadagen van zijn carrière werd Vessaz beschuldigd van corruptie, waarna hij zich terugtrok uit zijn functies en verhuisde naar zijn dochter in Konstanz, net over de Zwitserse grens, waar hij in 1911 zou overlijden.